# Requiem pour la paix
Le Requiem pour la paix, composé de 1943 à 1946, est une œuvre pour chœur mixte, solistes et orchestre symphonique d'Henri Tomasi.

## Histoire
Au cours de la Seconde Guerre mondiale, Henri Tomasi se rend au monastère de la Sainte-Baume isolé en montagne, à 50 km de son foyer à Marseille, ce qui fait forte impression sur son esprit particulièrement tourmenté par la guerre. A travers 4 séjours durant lesquels il s'adapte au mode de vie des moines et s'entretient à de nombreuses reprises avec le Père Étienne-Marie Lajeunie, il tente de renouer avec sa foi chrétienne. Il exprimera plus tard :

« J’ai cherché à me raccrocher à quelque chose, il fallait absolument qu’il y ait une bouée de sauvetage ! Alors j’ai pensé que la seule vérité c’était la foi au Christ, la foi en Dieu. Si tu veux, j’ai cherché à croire. Mais je n’ai jamais pu adhérer à quelque chose en renonçant à la raison. Mon intellect m’interdit de simplement « croire ». J’en ai discuté avec le Père. Il me disait : « Vous n’avez pas la foi. La foi est comme l’amour : aveugle » En un sens il avait raison »

L’œuvre est créée le 14 avril 1946 au Palais de Chaillot à Paris par l'Orchestre Pasdeloup, la Chorale Yvonne Gouverné de la Radiodiffusion française et les solistes Marguerite Pifteau, Gaston Micheletti, Martha Angelici et Julien Giovannetti sous la direction du compositeur lui-même. Cependant, après un second concert en 1946, en Allemagne à Baden-Baden avec l’Orchestre de la Südwestfunk et les mêmes interprètes solistes que pour la création à nouveau dirigés par Tomasi, ce dernier relègue totalement cette œuvre. En 1994, le musicologue Frédéric Ducros-Malmazet retrouve la partition, ce qui permet au requiem d'être rejoué pour la première fois en 1996, 25 ans après la mort du compositeur, sous la direction de Michel Piquemal. Cette recréation musicale est le sujet du film documentaire Le Requiem perdu d'Henri Tomasi, réalisé en 2001 par Jacques Sapiéga.

## Structure

### Requiem
Le mouvement débute par une puissante fanfare dissonante qui laisse place à une entrée très contrastée des altos et basses dans un caractère plus calme. Le chœur chante le texte de l'Introitus et du Kyrie en alternant tutti et soli sur une musique de plus en plus dramatique et dense, jusqu'au retour du thème initial de la fanfare transformé pour clore le mouvement.